# Titouan Carod
Titouan Carod (Die, 1 april 1994) is een Frans mountainbiker.

## Carrière
In 2012 werd Carod derde op het wereldkampioenschap crosscountry voor junioren. Zes jaar later won hij het Frans kampioenschap. Tijdens de Wereldkampioenschappen mountainbike van 2020 werd hij derde op de crosscountry. 

## Overwinningen

### Mountainbike
| Seizoen      | Wereldbeker            | OS         | WK         | EK         | FK         | Overige       | Totaal aantal zeges |
| Als Junior   | Als Junior             | Als Junior | Als Junior | Als Junior | Als Junior | Als Junior    | Als Junior          |
| ------------ | ---------------------- | ---------- | ---------- | ---------- | ---------- | ------------- | ------------------- |
| 2012         |                        | NVT        | Brons      | Zilver     |            |               | 0                   |
|              |                        |            |            |            |            |               |                     |
| Totaal       | 0                      | 0          | 0          | 0          | 0          | 0             | 0                   |
| Als Beloften |                        |            |            |            |            |               |                     |
| 2014         |                        | NVT        |            |            | Brons      |               | 0                   |
| 2015         |                        | NVT        |            |            |            |               | 0                   |
| 2016         | La Bresse, Lenzerheide | NVT        | 6e         | Zilver     | Zilver     |               | 2                   |
|              |                        |            |            |            |            |               |                     |
| Totaal       | 2                      | 0          | 0          | 0          | 0          | 0             | 2                   |
| Als Elite    |                        |            |            |            |            |               |                     |
| 2015         |                        | NVT        |            |            |            | Marseille     | 1                   |
| 2016         |                        | —          |            |            |            | Oz-en-Oisans  | 1                   |
| 2017         |                        | NVT        | 60e        | —          | Zilver     | Lugano        | 1                   |
| 2018         |                        | NVT        | 7e         | —          | Goud       | Rivera, Ussel | 3                   |
| 2019         |                        | NVT        | 4e         | —          | Brons      | Levens        | 1                   |
| 2020         |                        | NVT        | ↑          | ↑          | Zilver     | Beringen      | 1                   |
| 2021         |                        |            |            |            |            |               | 0                   |
|              |                        |            |            |            |            |               |                     |
| Totaal       | 0                      | 0          | 0          | 0          | 1          | 7             | 8                   |